# Šport u 1976.
◄◄ | ◄ | 1973. | 1974. | 1975. | 1976.  | 1977. | 1978. | 1979. | ► | ►►
Arhitektura • Astronautika • Astronomija • Biologija • Film • Fotografija • Glazba • Kazalište • Kemija • Kiparstvo • Knjige • Književnost • Kršćanstvo • Meteorologija • Medicina • Planinarstvo • Politika • Pravo • Promet • Slikarstvo • Strip • Šport • Televizija • Znanost • Zrakoplovstvo • Željeznički promet
Šport u 1976.

## Svijet

### Natjecanja

#### Svjetska natjecanja
- Od 17. srpnja do 1. kolovoza 1976. – XXI. Olimpijske igre – Montréal 1976.

#### Kontinentska natjecanja

##### Europska natjecanja
- Od 16. do 20. lipnja – Europsko prvenstvo u nogometu u Jugoslaviji: prvak Čehoslovačka

## Vanjske poveznice
|  | Zajednički poslužitelj ima još gradiva o temi Šport u 1976. |